# Ямвлих I
Ямвлих I (др.-греч. Ἰάμβλιχος; лат. Iamblichus; ум. 31 г. до н. э.) — филарх (шейх) арабского племени эмисенов, правитель княжества в северной Сирии с центром в Эмесе.
Сын Сампсикерама I. По словам Страбона, в состав его княжества, располагавшегося между Апамеей и горами Амана, входили города Лисиада и Аретуса (Эр-Растан). Впервые упоминается Цицероном в связи с событиями киликийской кампании 51 г. до н. э. В донесении консулам и сенату от сентября 51 г. до н. э. Цицерон пишет, что Ямвлих, «которого считают человеком честных взглядов и другом нашего государства», известил его о том, что парфянские войска Пакора перешли Евфрат и движутся в Сирию.
В 48 г. до н. э. вместе с Антипатром Идумейским, правителем Итуреи Птолемеем и другими союзниками римлян присоединился к походу Митридата Пергамского в Египет на помощь Цезарю, осажденному в Александрии.
В середине 40-х до н. э. поддержал мятеж Цецилия Басса. Позиция Ямвлиха во время парфянской оккупации Сирии в 40—38 гг. до н. э. из источников неизвестна, но на основании анализа событий предполагается, что он вынужденно или добровольно (что вероятнее) перешел на сторону Пакора. Косвенно это подтверждается тем, что Марк Антоний в 37 г. до н. э. отобрал у него Аретусу, которую с двумя другими городами передал перебежавшему к римлянам парфянскому военачальнику Монесу.
Как и прочие восточные владетели, был союзником Антония в Актийской войне. Антоний, ставший подозрительным после измены Домиция Агенобарба, расправился с несколькими влиятельными людьми, среди которых был и Ямвлих, оказавшийся жертвой доноса своего брата Александра. Правитель Эмессы умер под пытками, а его владения Антоний передал доносчику. После оккупации Сирии войсками Октавиана Александр был схвачен, лишен владений и отослан пленником в Рим, где его провели в триумфе Октавиана, а затем казнили.
В 20 г. до н. э., во время поездки Августа на Восток, Эмесское княжество было восстановлено, как и некоторые другие буферные клиентские государства, и передано сыну Ямвлиха Ямвлиху II.